# We the Best Music Group
We the Best Music Group – wytwórnia muzyczna założona przez producenta muzycznego i DJ-a Khaled Bin "DJ Khaled" Abdul Khaled w 2008 roku. 2 maja 2012 wytwórnia dołączyła do Cash Money Records i stała się wspólną marką pod nazwą YMCMB. Wydała głównie albumy DJ-a Khaleda i Ace Hood'a.
W wytwórni wydają: DJ Khaled, Ace Hood, Cubic Z, Red Rum, Nino Brown, The Chemist Music Group, Mavado, Shad Star, The Renegades, DJ Nasty & LVM i Lee Major.